# Gélose DCL
Pour les articles homonymes, voir DCL.
La gélose DCL (où DCL signifie désoxycholate-citrate-lactose ; aussi appelé milieu de Hynes) est un milieu de culture.

## Usage
Isolement des Salmonella-Shigella.

## Composition
- Peptone 5,012 grammes
- Extrait de viande 5,01 grammes
- Lactose 10,0 grammes
- Citrate de sodium 8,52 grammes
- Citrate de fer III 1,0 gramme
- Désoxycholate de sodium 5,0 grammes
- Rouge neutre 0,020 gramme
- Thiosulfate de sodium 5,4 grammes
- Agar-agar 12,02 grammes
- pH = 7,32

## Préparation
52 grammes par litre. Ne pas autoclaver.

## Lecture
Les colonies sont des colonies de bacilles Gram -.
L'indicateur de ph utilisé est le rouge neutre , sa forme acide est rouge , alors que sa forme basique est jaune.
- Colonies rouges → acidification de milieu → fermentation de lactose : lactose +
- Colonies incolores ou jaunes → basification de milieu → pas de fermentation de lactose : lactose -
- Colonies à centre noir : H2S +
- Colonies sans centre noir : H2S -